# Rodrigo Guth
Rodrigo Guth (Curitiba, 10 november 2000) is een Braziliaans professioneel voetballer van Duitse komaf, die bij voorkeur als centrale verdediger speelt. Hij verruilde Fortuna Sittard in de zomer van 2025 voor CA Talleres.

## Carrière

### Jeugd
Guth begon met voetballen in zijn geboortestad, in de jeugd bij Coritiba. In de zomer van 2017 maakte hij de overstap naar het Italiaanse Atalanta Bergamo, waar hij werd opgenomen in het onder 19-elftal van de club. Daarmee deed hij mee in de UEFA Youth League in het seizoen 2019/20. In 2020 zatte hij meerdere keren op de bank bij het eerste elftal, maar hij kwam niet in actie.

### Pescara
In het seizoen 2020/21 werd hij voor een jaar uitgeleend aan Pescara, een divisie lager uitkomend in de Serie B. Daar speelde hij 25 wedstrijden, waaronder één bekerwedstrijd. Hij speelde daarvan drie wedstrijden als rechtsback.

### N.E.C.
Op 20 juli 2021 werd Guth voor het seizoen 2021/22 verhuurd aan het Nederlandse N.E.C. dat uitkomt in de Eredivisie. Guth maakte op 25 september in De Kuip zijn debuut in het met 5-3 verloren duel tegen Feyenoord. In de KNVB-bekerwedstrijd tegen VV Capelle op 27 oktober had hij voor het eerst een basisplaats en speelde hij 90 minuten. Op 12 december had hij tegen PSV voor het eerst een basisplaats in de Eredivisie. Na die wedstrijd miste hij geen enkele Eredivisiewedstrijd meer dat seizoen. Op 6 maart 2022 maakte hij zijn eerste doelpunt in zijn carrière, in de met 3-1 verloren wedstrijd met AZ. Medio 2022 keerde hij terug bij Atalanta Bergamo.

### Fortuna Sittard
Na zijn huurperiode in Nijmegen, vroeg Atalanta Bergamo €1.000.000 euro voor een definitieve overname en daar wilde N.E.C. niet aan beginnen. Fortuna Sittard greep daarom zijn kans en presenteerde in juli 2022 Guth als nieuwe aanwinst. Hij tekende in Sittard een contract voor vijf seizoenen tot de zomer van 2027. Hij maakte in de seizoensouverture tegen Ajax (2-3 nederlaag) zijn debuut voor de club. Op 2 september scoorde hij in de 3-4 nederlaag tegen FC Utrecht zijn eerste goal voor de club. Op 19 oktober scoorde Guth in de bekerwedstrijd tegen zijn oude werkgever N.E.C., maar besloot ingetogen te juichen. 
In totaal speelde Guth drie seizoenen voor Fortuna Sittard, waarin hij tot 104 wedstrijden kwam. Hierin kwam hij tot acht doelpunten en twee assists. 

### CA Talleres
In de zomer van 2025 tekende hij een contract voor drieënhalf seizoen bij CA Talleres, dat 1,25 miljoen euro betaalde voor Guth. Hij maakte op 9 augustus tegen CA Lanús zijn debuut voor Talleres.

## Clubstatistieken
| Seizoen                          | Club             | Competitie       | Competitie | Competitie | Beker | Beker | Overig | Overig | Totaal | Totaal |
| Seizoen                          | Club             | Competitie       | Wed.       | Dlp.       | Wed.  | Dlp.  | Wed.   | Dlp.   | Wed.   | Dlp.   |
| -------------------------------- | ---------------- | ---------------- | ---------- | ---------- | ----- | ----- | ------ | ------ | ------ | ------ |
| 2019/20                          | Atalanta Bergamo | Serie A          | 0          | 0          | 0     | 0     | 0      | 0      | 0      | 0      |
| 2020/21                          | → Pescara        | Serie B          | 24         | 0          | 1     | 0     | 0      | 0      | 25     | 0      |
| 2021/22                          | → N.E.C.         | Eredivisie       | 20         | 1          | 4     | 0     | 0      | 0      | 24     | 1      |
| 2022/23                          | Fortuna Sittard  | Eredivisie       | 34         | 1          | 1     | 1     | 0      | 0      | 35     | 2      |
| 2023/24                          | Fortuna Sittard  | Eredivisie       | 32         | 3          | 4     | 0     | 0      | 0      | 36     | 3      |
| 2024/25                          | Fortuna Sittard  | Eredivisie       | 31         | 3          | 2     | 0     | 0      | 0      | 33     | 3      |
| 2025/26                          | CA Talleres      | Primera División | 2          | 0          | 0     | 0     | 0      | 0      | 2      | 0      |
| Carrière totaal                  | Carrière totaal  | Carrière totaal  | 153        | 8          | 12    | 1     | 0      | 0      | 165    | 9      |
| Bijgewerkt t/m 20 augustus 2025. |                  |                  |            |            |       |       |        |        |        |        |

## Internationaal
Guth was met Brazilië actief op het Zuid-Amerikaans kampioenschap voetbal onder 17 - 2017 en Wereldkampioenschap voetbal onder 17 - 2017. Hij bezit ook de Duitse nationaliteit.

## Erelijst
Atalanta Bergamo -19
Campionato Primavera 1: 2018/19, 2019/20
Supercoppa Primavera: 2019
 Brazilië -17
Zuid-Amerikaans kampioenschap voetbal onder 17
 2017
Wereldkampioenschap voetbal onder 17
 2017